# Сардинская лира
Сардинская лира — денежная единица Сардинского королевства в 1816—1861 годах. Одна лира равнялась французскому франку и делилась на 100 чентезимо. До 1816 года сардинская лира была разменной монетой (1 сардинский скудо равнялся 2½ сардинской лиры), имевшей хождение только на Сардинии. В 1816 году лира заменила сардинский скудо и пьемонтский скудо. В 1861 году сардинская лира была заменена на итальянскую лиру.

## Монеты
В 1816 году в обращение были введены серебряные монеты достоинством в 5 лир и золотые монеты достоинством в 20 лир. В 1821 году в обращении появилась золотая монета достоинством в 40 лир, в 1822 году — достоинством в 80 лир. В 1823 году в обращение были введены серебряные монеты достоинством в 50 чентезимо, 1 и 2 лиры, в 1826 — медные монеты достоинством в 1, 3 и 5 чентезимо, а в 1832 — золотые монеты достоинством в 10, 50 и 100 лир.

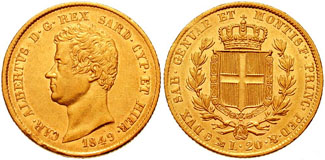
20 лир 1849 года, Карл Альберт. Золото
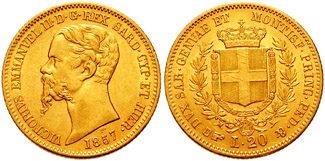
20 лир 1857 года, Виктор Эммануил II. Золото
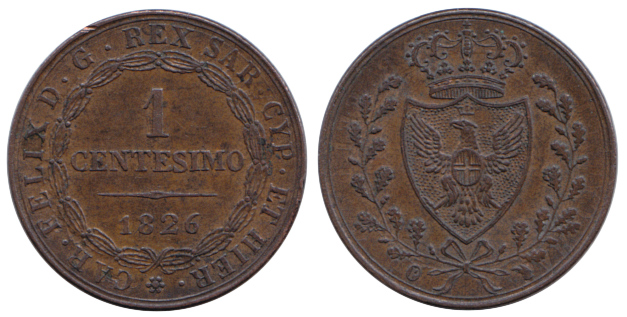
1 чентезимо 1926 года, Карл Феликс. Медь.